# Едвард Елрик
Едвард Елрик (јап. エドワード・エルリック Edowādo Erurikku, енгл. Edward Elric) измишљени је лик и протагониста манге „Челични алхемичар,“ коју је написала и илустровала Хирому Аракава. Едвард, звани „Челични алхемичар,“ најмлађи је Државни алхемичар у историји фиктивне државе Аместрис. Изгубио је леву ногу када је покушао да врати своју мајку у живот, и потом десну руку када је припојио братовљеву душу за оклоп. Заменио је изгубљене удове простетичком ногом и руком, која се у свету „Челичног алхемичара“ назива аутомејл (енгл. automail). Како би поправили своја тела, Едвард и његов брат Алфонс лутају светом у потрази за Каменом мудрости. Осим у манги, лик Едварда се појављује у аниме адаптацијама, видео играма, оригиналним видео анимацијама и лајт новелама овог наслова.
Написани су многи чланци о лику Едварда Елрика. Критичари су похвалили његов карактер и то што је добар баланс између типичног паметњаковића и тврдоглавог детета. Осим тога, његов хумор је за многе најбољи аспект приче. Роми Парк и Вик Мињона, Едвардови јапански и енглески гласовни глумци, освојили су многе награде за своје перформансе. Лик Едварда Елрика произвео је многе фигурине, привеске за кључеве и друге рекламне материјале.

## Стварање
Хирому Аракава, творац манге, убацила је у причу многе друштвене проблеме, као што су потешкоће кроз које Едвард и Алфонс пролазе након што изгубе своју мајку. Посветила је доста пажње аспекту породице, односно како браћа Елрик кроз интеракцију са другим ликовима спознају значење породице. Након што их је отац напустио и мајка умрла, Едвард је преузео улогу родитеља, због чега је доживео велики шок када се Хоенхајм вратио. Аракава је признала да јој је Едвард један од најдражих ликова у серији, али је порекла да имају исту личност.
Иако су оба брата у једном тренутку добила способност да користе алхемију без цртања круга за трансмутацију, Аракава је рекла да су обојица једнако добри алхемичари, само што, као и остали алхемичари у причи, имају различите афинитете. Аракава признаје да не зна када је који лик рођен. Додуше, када је у причи поменуто да ће Едвард ускоро напунити шеснаест година, на Хокаиду, Аракавином родном месту, почињала је зима, па је одлучила да је Едвард рођен у том периоду. Винри Рокбел, главна хероина приче, често француским кључем удара Едварда у главу. Када је Аракава упитана зашто се Едвард једноставно не помери у таквим ситуацијама, рекла је да јој он допушта да га удара јер је такав лик. Сеиђи Мизушима, директор који је радио првој аниме адаптацији, рекао је да се Едвард кроз целу причу наизменично развија и уназађује; да се стално бори сам са собом како би се изборио са проблемима и напредовао. Простетичке удове које Едвард носи представљају недокучиве делове његовог карактера, као и константан подсетник да је нешто изгубљено.
У прототипу манге, Едвард је био осамнаестогодишњак који је путовао светом заједном са својим оцем чија је душа била запечаћена у летећој веверици. Ова верзија Едварда је била просечне висине, али је такође имала аутомејл. Како би се прилагодила демографији која чита часопис у коме се манга објављивала, Едвард је више пута модификован док није добио коначни облик. Аракава га је учинила нижим како би повећала контраст између његове висине и Алфонсовог огромног оклопа. Додуше, признаје да јој се често дешавало да га нацрта превише високог. Доста се мучила око аутомејла; није хтела да буде превише џомбаст, јер би морала да га избалансира великим мишићима који не пристају дечаку његових година. Приметила је након неког времена да је често морала да црта Едварда без мајице, више од Алекса Луја Армстронга који је познат по томе што стално скида капут. Рекла је да је то радила како би показала његов аутомејл, али је сигурна да га је подсвесно тако цртала јер се мушкарци често шетају без мајица.
Едвардов јапански гласовни глумац је Роми Парк, а енглески Вик Мињона. Мињона је рекао да му је ова улога била једна од највећих успеха јер га фанови нису поредили са Роми Парк. Признао је да није ни покушавао да звучи као она. Поред аниме серија, лик Едварда у играном филму из 2017. године глумио је Рјосуке Јамада. Јамада је изјавио да му је ишло у корист што је низак. Да не би само били физички слични, Јамада је покушао да имитира друге Едвардове аспекте, као што је начин на који трчи. Признао је да је велики фан манге и да је био срећан када му је понуђена улога Едварда Елрика. На конвенцији Anime Expo 2017. године, фанови су га похвалили након што је питао да ли је нешто у вези његовог перформанса било „чудно“. Рекао је да му је било тешко да глуми у сценама где је морао да додирује или прича са Алфонсом, јер је лик био дигиталан. Често је неко из особља морао да стоји на Алфонсовом месту како би му помогли да лакше одглуми сцену.

## Појављивање

### У манги и другој аниме адаптацији
Едвард и његов брат Алфонс рођени су у Ризенбуру, малом граду у држави Аместрис. Њихови родитељи били су Ван Хоенхајм и Триша, али их је отац напустио када су били мали. Едвард је због тога замрзео Хоенхајма. Браћа су одмалена учили алхемију, толико да су њоме покушали да врате Тришу након што је преминула. Провели су дане читајући књиге о алхемији у очевој радној соби, и тренирајући код Изуми Кертис. Упркос томе, њихов покушај људске трансмутације је био неуспешан и због „закона еквивалентне размене”, коштао их је више него што су очекивали.
Едвард је изгубио леву ногу и завршио пред Истином, бићем налик Богу које му је дало способност да врши алхемију без цртања круга за трансмутацију. Алфонс је због неуспелог експеримента изгубио цело тело, па Едвард жртвује своју десну руку да врати братовљеву душу и припоји је за оклоп. Убрзо након тога је упознао пуковника Роја Мустанга који му је понудио позицију Државног алхемичара. Након што му Винри Рокбел, механичарка и другарица из детињства, прикачи простетичку ногу и руку (аутомејл), Едвард одлази у главни град Аместриса и постаје Државни алхемичар, добијајући надимак „Челични алхемичар“. Браћа Елрик проводи наредних неколико година трагајући за Каменом мудрости која има моћ да им врати тела у нормалу.
Едвард верује у концепт „Једнаке размене,” али је уједно често детињаст и лако се љути када неко коментарише његову висину. Осим што је одличан алхемичар, Едвард је добар борац због Изуминог тренинга.
Трагајући за Каменом мудрости, браћа Елрик су ослободили град Лиор од лажног чудотворца званог Корнело, упознали и спознали мрачну тајну породице Такер, и умало погинули у борби против Скара, Ишвалана који мрзи Државне алхемичаре због геноцида који су починили за време ишваланског рата. Едварду је у тој борби уништен аутомејл, па су браћа морали да се врате у Ризенбур код Винри. Убрзо после упознају др Марка, човека који зна мрачну тајну о пореклу Камена мудрости. Након што сазнају да се Камен састоји од људских душа, браћа Елрик одлучују да нађу други начин да га направе.
Едвард и Алфонс сазнају везу коју хомункулуси имају са Каменом мудрости, па заједно са Мустангом и Лин Јаом, принцом државе Синг, одлазе да их пронађу. Убрзо упознају њиховог творца, човеколико биће звано „Отац“ коме је краљ Бредли подређен. Браћа су приморана да наставе да сарађују са војском након што Бредли отме Винри.
Елрици одлазе на север, до војног утврђења Бригз. Тамо своју ситуацију објашњавају генералу-мајору Оливије, која у својој бази ратује са хомункулусом Слотом. Золф Џ. Кимбли доводи Винри на север како би натерао Едварда да му помогне да ухвати Скара. Међутим, Скар и он су се измирили, па заједно спашавају Винри. Након тога, заједно са Лином који је допустио хомункулусу Гриду да га запоседне, Едвард сазнаје да Отац планира да од Аместриса направи огроман круг за трансмутацију како би од грађана створио Камен мудрости. Едвард се потом регрупише са својим братом и оцем, и заједно смишљају стратегију да нападну главни град Аместриса, Сентрал Сити.
Дружина одлази у подземни комплекс испод града, где Едвард, Алфонс, Изуми, Хоенхајм и Мустанг бивају ухваћени. Отац их користи како би упио све душе у Аместрису, али Хоенхајм и Скар успевају да му униште план. Едвард се бори против њега, али по цену свог аутомејла. Алфонс врши трансмутацију своје душе како би вратио братовљеву биолошку руку. Едвард потом успева да порази Оца, али жртвује своје алхемичарске моћи како би вратио свог брата. Браћа се потом враћају у свој родни град како би живели нормалним животом, али настављају да истражују алхемију. Две године касније, Едвард и Винри заједно настављају истрагу, и у епилогу сазнајемо да завршавају заједно и добијају сина и ћерку.

### У првој аниме адаптацији
Прва адпатација покрива део манге. Прича добија оригинални тон када Едвард убије Грида и сазна како да уништи хомункулусе. Када сазна да је Скар искористио Алфонса да направи Камен мудрости, Едвард спашава становнике Лиора како и они не би постали део његовог плана. Едварда убрзо након тога убија Енви, али Алфонс се жртвује како би га вратио у живот. Едвард се одмах потом жртвује како би спасио свог брата, и завршава на другој страни Капије Истине; у нашем свету за време Другог светског рата. Желећи да се врати свом брату, Едвард прави ракету која ће га вратити у његов свет. Прича се наставља у филму „Челични алхемичар: Освајач Шамбале,“ где Едвард и Алфонс одлучују да остану у паралелном свету како би га заштитили.

### Остало
Едвард се појављује у скоро свим специјалима, односно оригиналним видео анимацијама (ОВА) овог наслова. У првом специјалу, који приказује крај снимања филма, Едвард се појављује као карикатура (ћиби); у другом специјалу се на кратко појављује као старац који живи у модерном Токију; а у трећем специјалу учествује у борби против хомункулуса из прве адаптације. Пошто је протагониста приче, појављује се у свим игрицама овог наслова. У три игрице за конзолу PlayStation 2 (Fullmetal Alchemist and the Broken Angel, Curse of the Crimson Elixir и Kami o Tsugu Shōjo) налазе се оригиналне приче са путовања браће Елрик. У игрици Fullmetal Alchemist Dual Sympathy за конзолу Nintendo DS, Едвард и Алфонс пролазе кроз причу из прве аниме адаптације. Едвард се такође појављује на картицама за размељивање. Постоје такође два CD-а са овим ликом. Први се зове Hagaren Song File – Edward Elric, а други Theme of Edward Elric. Оба албума одрадила је Роми Парк, Едвардов јапански гласовни глумац. Едвард се појављује и у новелама аутора Макото Иноуе, које настављају браћину потрагу за Каменом мудрости, и које садрже приче које се не појављују у манги и аниме серијама.

## Пријем
Лик Едварда је имао добар пријем код љубитеља манге; заузео је прво место на анкетама часописа Monthly Shōnen Gangan за најпопуларнијег лика. Едвард је такође победио у категорији за „Омиљеног мушког лика“ на 26. такмичењу Anime Grand Prix. Роми Парк, јапанска гласовна глумица која је тумачила Едварда, победила је у категорији за „Омиљеног гласовног глумца/глумицу“. Едвард је остао на високом месту и наредне године. У јулском издању часописа Newtype из 2009. године, Едвард је заузео топ место у анкети о мушким ликовима. Наредног месеца се спустио на четврто место, а марта 2010. године је заузео исто место у категорији за омиљене мушке ликове из 2000тих. На аниме такмичењу компаније About.com из 2006. године, Едвард је победио у категорији за најбољег мушког главног лика. Био је седми на IGN-овој топ 25 листи из 2009. године, где је Крис Макензи рекао: „Едвард и његов брат Алфонс су једни од најбољих акцио-коми тимова.“ IGN је 2014. године поставио Едварда на осмо место на листи за најбољег аниме лика икада, уз коментар: „Едвард је вишедимензионални лик. Уједно може да буде смешан, трагичан и пун истинске туге, кул и невероватно фин.“ Едвард је прозивео многе плишане играчке, акционе фигуре и привеске за кључеве. Вик Мињона, Едвардов енглески гласовни глумац, победио је на америчком аниме такмичењу у категорији за „Најбољег глумца“. На анкети сајта Anime News Network заузео је пето место у категорији за најбољег „лика“.
Едвардов лик добио је многе похвале, али и критике од рецензената. Хилари Голдстајн (IGN) је похвалила то што је лик Едварда добар баланс између типичног паметњаковића и тврдоглавог детета, због чега „није чудно када из смешних сцена пређе у драматичне“. Мелиса Харпер (Anime News Network) рекла је да су Едвардови изрази лица најсмешнији делови серије, као и када се наљути када му неко коментарише висину. Критичарима се свиђа и то што није типичан шонен лик, коментарисајући често да „има реалистичне вештине, везе и личност“. Семјуел Арбогаст (T.H.E.M. Anime Reviews) рекао је да је интеракција између браће интересантна, и похвалио је баланс комичних и мрачних сцена. Џареду Пајну (Mania Entertainment) такође се свидела динамика између Едварда и Алфонса. Приметио је да се Едвард суочава за „путевима таме“ као и зликовци из серије, али да за разлику од њих има Алфонса који је ту да пази на њега. Џоел Пирс (DVD Verdict) рекао је да је Едвардов пут комплексан зашто што се труди да буде добар унутар морално чудне организације. Лидија Хођнаки рекла је да јој се „Челични алхемичар“ свиђа због Едварда, коментарисајући како је прешао са површно зреле особе, на некога пуног осећања. Холи Елингвуд (Active Anime) рекла је да се Едвард развио као лик након што је упознао свог оца, јер је тада одлучио да истражи биће које су Алфонс и он створили као деца, и тако добио нови траг о начину на који ће вратити братовљево тело. Са друге стране, Марији Лин (Animefringe) се није свидело како се Едвард развио у првој аниме адаптацији, јер је на крају серије опет покушао да врати некога из мртвих. Нил Чандран (RPGFan) је у рецензији за видео игрицу Fullmetal Alchemist and the Broken Angel рекао да му се свидела динамика главних ликова, како у борбама тако и у дијалозима.
Лезли-Ен Галакер је у свом раду (Fullmetal) alchemy: the monstrosity of reading words and pictures in shonen manga повезала Едвардов и Алфонсов неуспели покушај да врате своју мајку са Шо Такером и експериментом у коме је своју ћерку претворио у химеру. Џули Садлијер из Универзитета Јорк, рекла је да је Едвардов инвалидитет комплексан у причи; иако се чини да му је аутомејл „поправио“ стање, Едвард је још увек траумиран због свега што му се десило и упорно трага за начином да поврати своју руку и ногу. Садлијер додаје да су Едвардова и прошлост Ишвалана слична, поготово Скарова који је изгубио своју руку. Приметила је и сличност са Лан Фао која је ампутирала саму себе како би помогла Лингу Јау, додајући да је Аракава помоћу аутомејла Едварда повезала и са Алфонсом и Винри.
Дијен-ји Чао (Intellect) се позабавио ликом Едварда у „Освајачу Шамбале“. Едвард у филму упознаје алтернативне верзије људи које је познавао у свом свету; као што су Мејз Хјуз, који је у нашем свету нациста, и Бредли, који је режизер звани Фриц Ланг. Филм такође представља паралелу са мангом која има другачији крај, али се исто бави Едвардом који покушава да врати свет у нормалу. За разлику од антагонисте, Едвард разуме да оба света имају сличне проблеме, и да ће доћи до рата ако се споје. Стога, Алфонс и он остају нашем свету како би га заштитили.